# John Percy Page

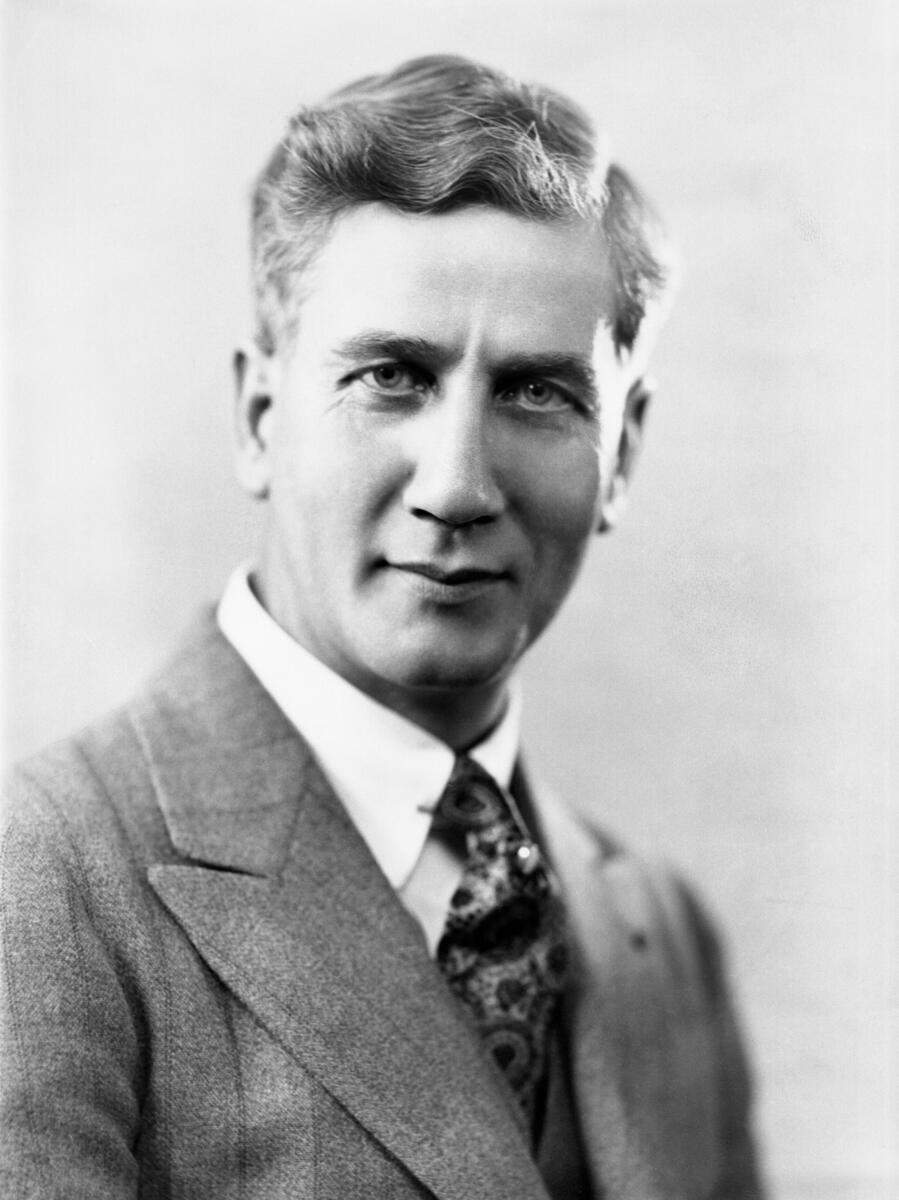
John Percy Page

John Percy Page (* 14. Mai 1887 in Rochester, New York; † 2. März 1973 in Edmonton, Alberta) war ein kanadischer Politiker, Lehrer und Basketballtrainer. Von 1959 bis 1966 war er Vizegouverneur der Provinz Alberta.

## Biografie

### Beruf
Einige Jahre nach seiner Geburt im Bundesstaat New York zog die Familie Page nach Bronte in der Provinz Ontario, wo John Percy Page aufwuchs. Nach Schulabschluss schlug er eine akademische Laufbahn ein. Er wurde, nachdem er zwei verschiedene Universitäten besucht hatte, Bachelor der Kunst und der Finanzwissenschaft. 1910 heiratete er Page Maude Roche, mit der er eine Tochter hatte.
1906 begann Page als Lehrer am Rothesay Collegiate in Rothesay. Er verließ diese Schule jedoch nach einem Jahr wieder und arbeitete bis 1912 am St. Thomas Collegiate Institute. Später lehrte er an einer High School in Edmonton und betreute dort auch das Frauen-Basketballteam. Über dieses sportliche Thema veröffentlichte er 1932 das Buch Practical Office Training. Seine Mannschaft Edmonton Grads war so erfolgreich, dass sie an vier olympischen Endrunden teilnahm, unter anderem 1936 in Berlin (Basketball für Frauen war damals jedoch nur Demonstrationssportart und gehört erst seit 1976 zum offiziellen Programm). Die Edmonton Grads schafften es, alle vier Endrunden ungeschlagen zu bestehen. Von den 522 Spielen, die sie unter seiner Aufsicht absolvierten, konnten sie 502 gewinnen. 1940 wurde das Team aufgelöst. 1952 trat Page in den Ruhestand.

### Politik
1940 wurde Page als unabhängiger Kandidat in die Legislativversammlung von Alberta gewählt, wo er Wahlbezirk Edmonton vertrat. Vier Jahre später gewann er die Wahl erneut. Er betätigte sich von 1944 bis 1948 als Oppositionsführer im Parlament. Nachdem er 1948 abgewählt worden war, schaffte er 1952 den erneuten Einzug ins Parlament, dieses Mal auf Seiten der Conservative Party of Alberta. Page war Fraktionsführer der Konservativen und wurde 1955 wiedergewählt. Nach einer erneuten Wahlniederlage musste er 1959 sein Mandat abgeben.
Auf Empfehlung von Premierminister John Diefenbaker wurde Page am 19. Dezember 1959 zum Vizegouverneur von Alberta ernannt. Er übernahm somit das Amt des jüngst im Amt verstorbenen John James Bowlen. 1964 sicherte er sich eine weitere Nomination und übte das Amt schließlich bis zum 6. Januar 1966 aus. Page starb am 2. März 1973 in Edmonton und wurde auf dem Edmonton Cemetery beerdigt.

## Ehrungen
Das Percy Page Centre for Recreation Associations wurde nach ihm benannt. Nach seinem Tod wurde ebenfalls eine Schule in Edmonton nach ihm benannt.